# Village Suisse (Le Touquet-Paris-Plage)
Pour les articles homonymes, voir Village suisse.
Le Village Suisse est un îlot de villas situé au Touquet-Paris-Plage dans le département du Pas-de-Calais en France.

## Localisation
Le Village Suisse est situé à l'entrée de l'avenue Saint-Jean au Touquet-Paris-Plage.

## Construction
Adrien Perret-Maisonneuve, magistrat de formation et apiculteur par passion, décide de la construction d'un village sur les dunes de Paris-Plage qui devait rappeler la Suisse, à laquelle il souhaite rendre hommage, à la suite de la guérison de sa fille qu'il estime devoir au climat helvétique.
La construction débute en 1905 et s'achève en 1906, elle est réalisée sur les plans de l'architecte Paul Bertrand à des fins d'habitations privées. Il fait construire trois villas, en retrait, sur une dune, l'ensemble, en rez-de-chaussée, prend l'aspect d'un château médiéval. 
Les trois villas se nomment, d'est en ouest :
- d'Airain pour résister[1];
- Dieu les garde ;
- Bien faire et laisser dire[2].

Le Village Suisse marque l'entrée de la station et crée une liaison entre les grands hôtels et le casino. Les trois villas sont inspirées du style des chalets suisses, d'où le nom de Village Suisse. L'ensemble joue un rôle important dans l'urbanisme de la station. 
Les villas abritaient au rez-de-chaussée les écuries et les maisons des palefreniers, mais l'évolution de la station met l'avenue Saint-Jean dans l'axe de circulation qui mène de la forêt à la plage, et les écuries et les maisons des palefreniers sont transformées en magasins de mode. Le Village Suisse est aujourd'hui constitué d'habitations et d'un restaurant,.

## Galerie

Le Village Suisse
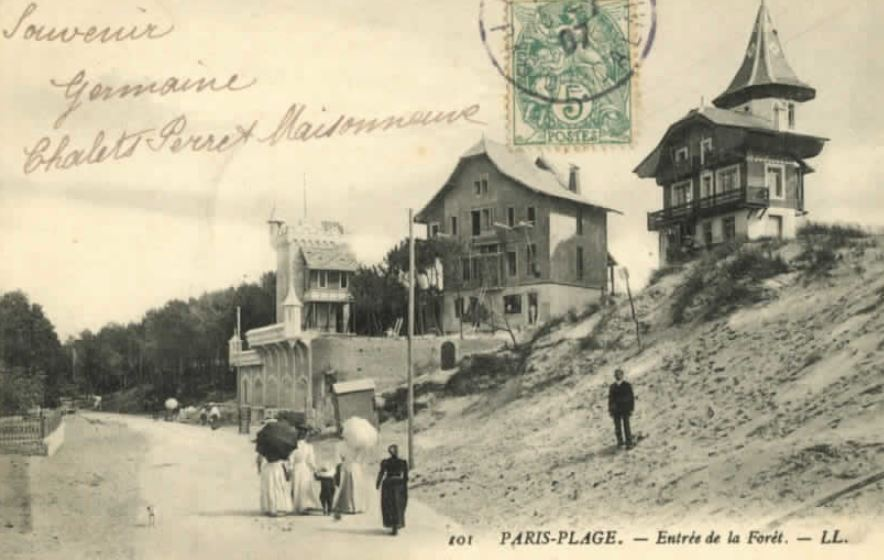
Construction du Village Suisse (1905-1906).
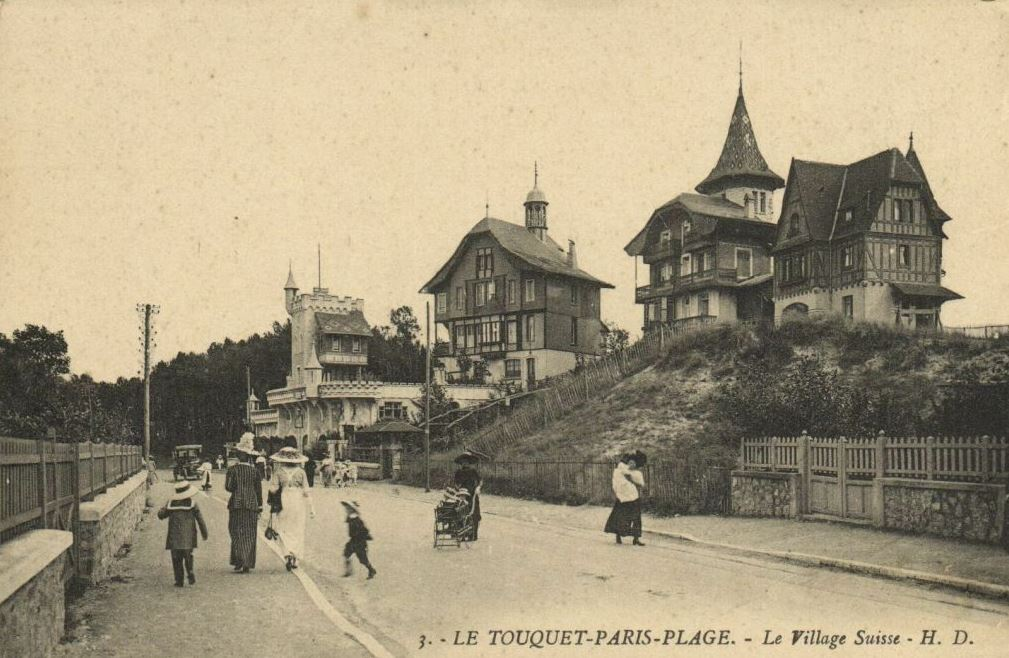
Le Village Suisse vu de l'avenue Saint-Jean.
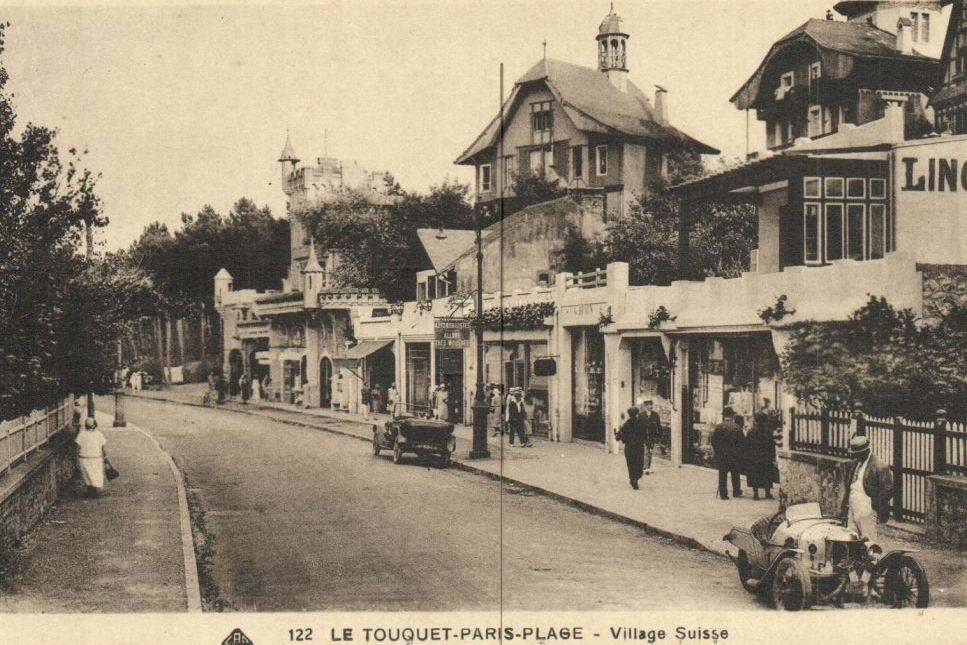
Le Village Suisse vu de l'avenue Saint-Jean.
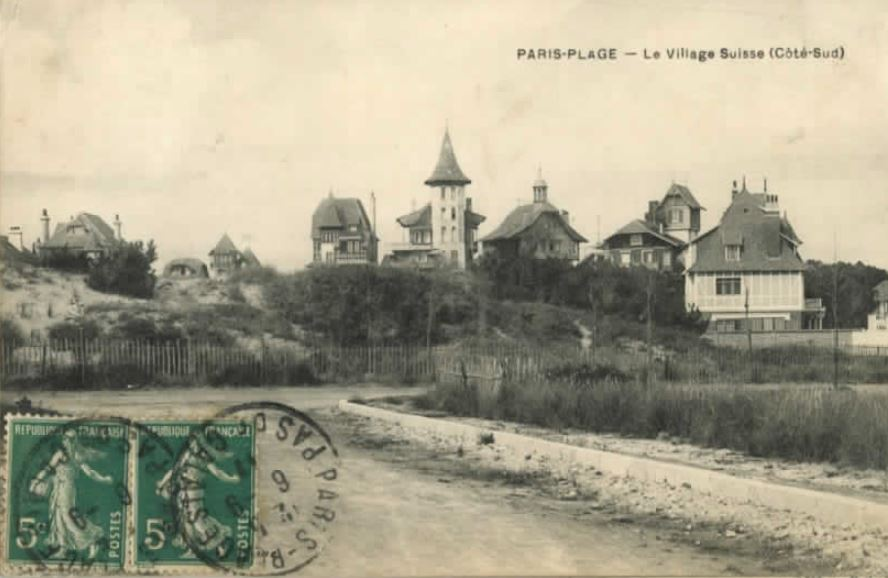
Le Village Suisse vu de l'avenue Saint-Louis.
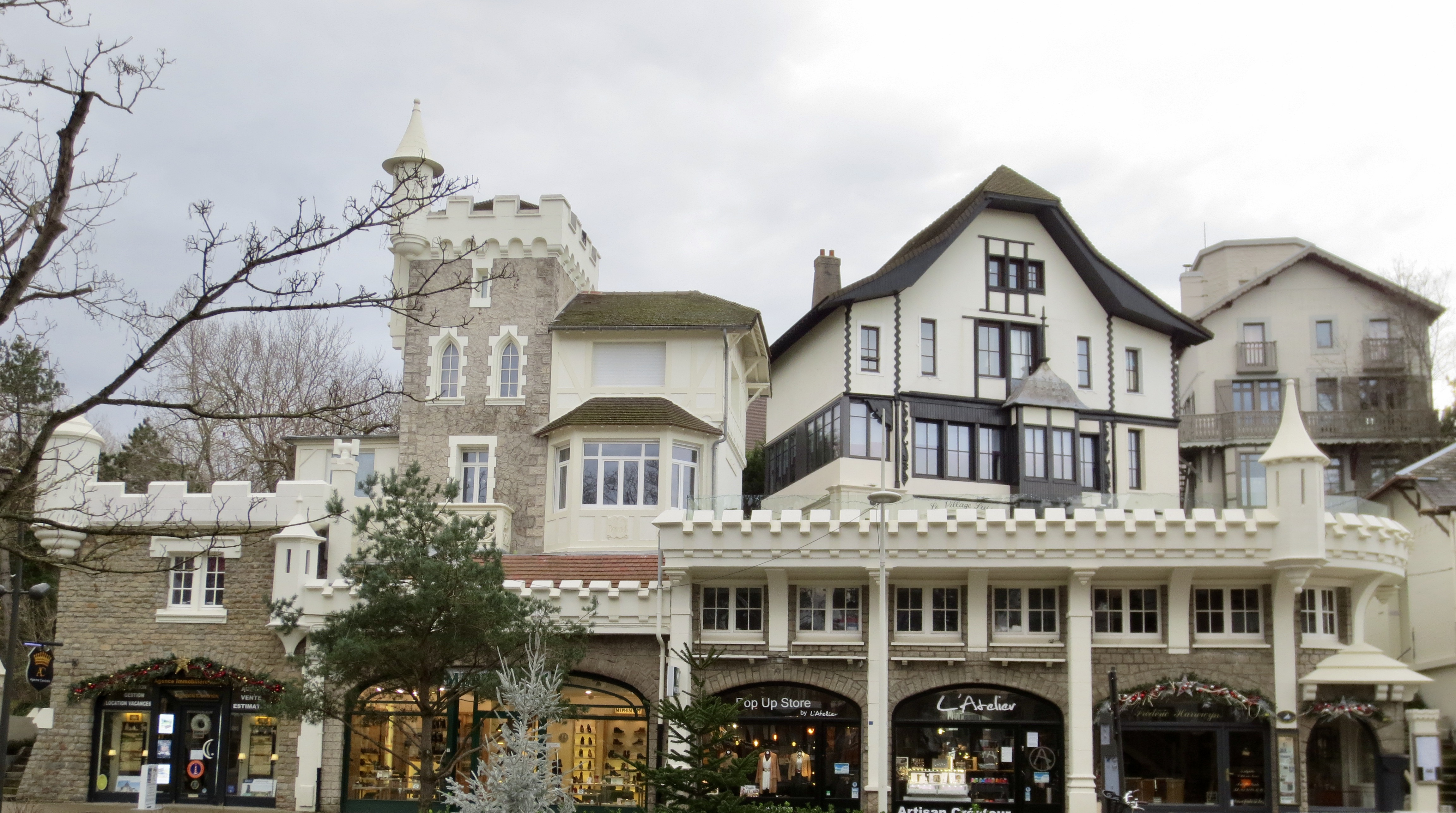
Le Village Suisse en 2019.
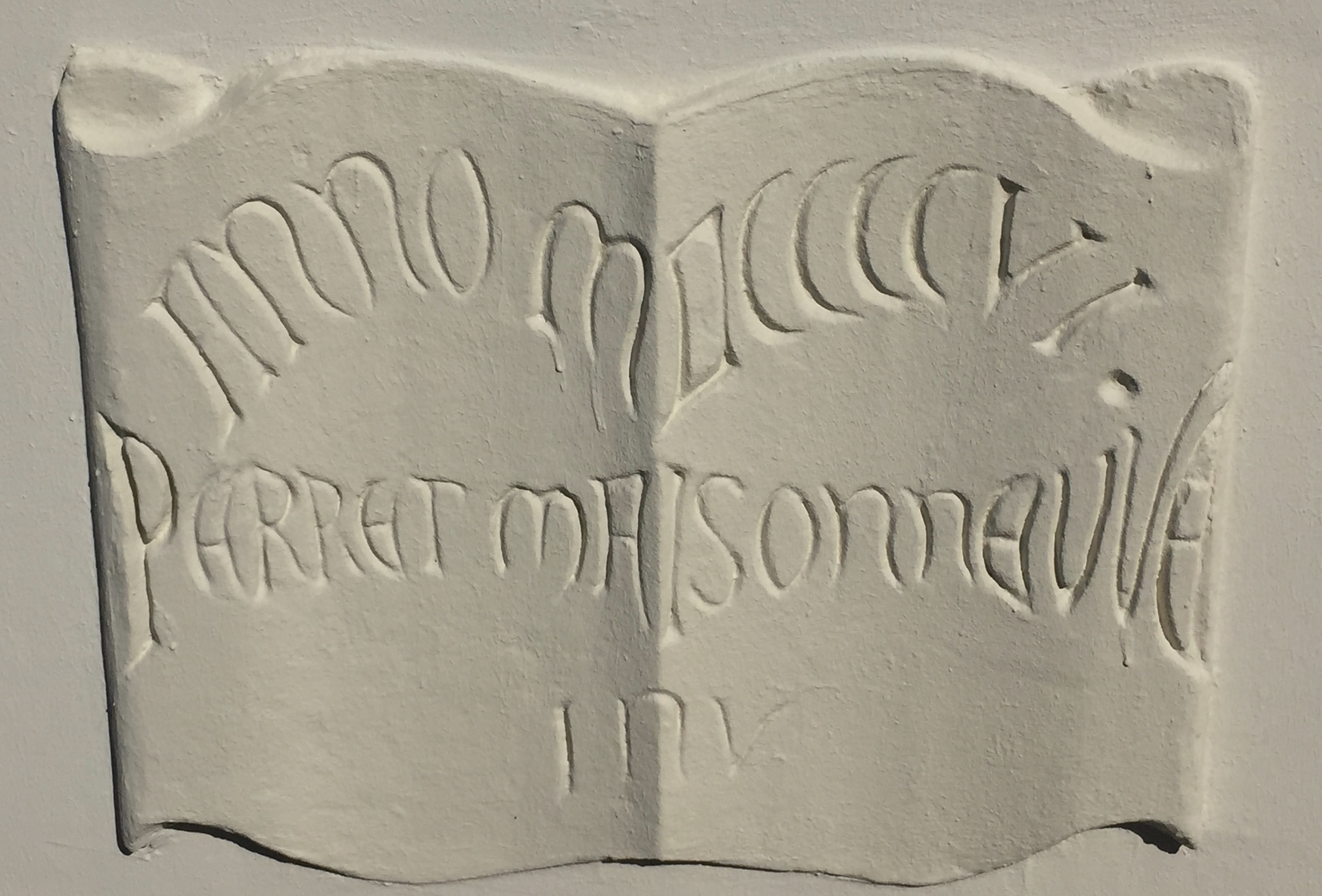
Plaque d'Adrien Perret-Maisonneuve apposée au Village Suisse.
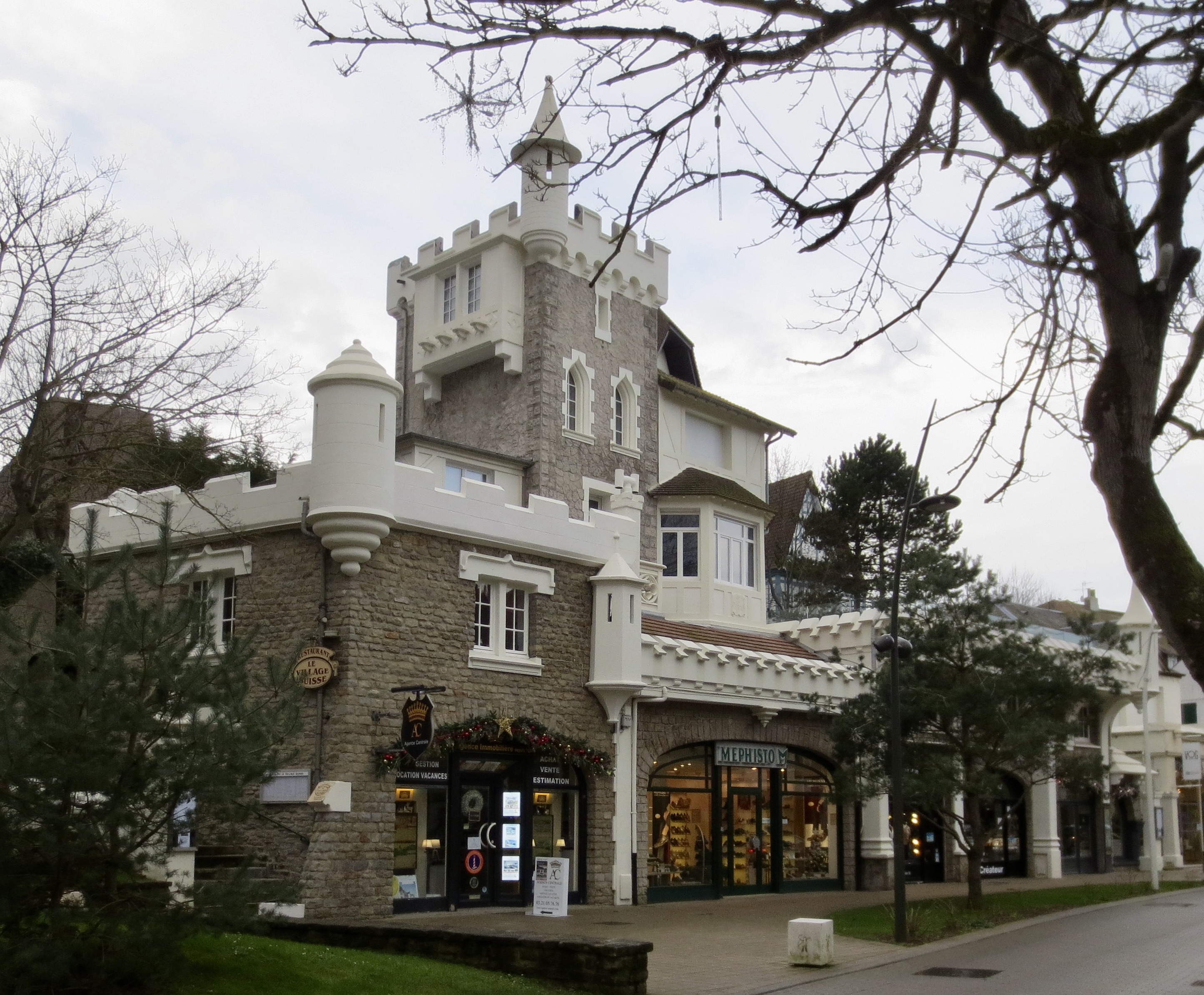
Vue partielle du Village Suisse en 2019.

Les 3 villas du Village Suisse
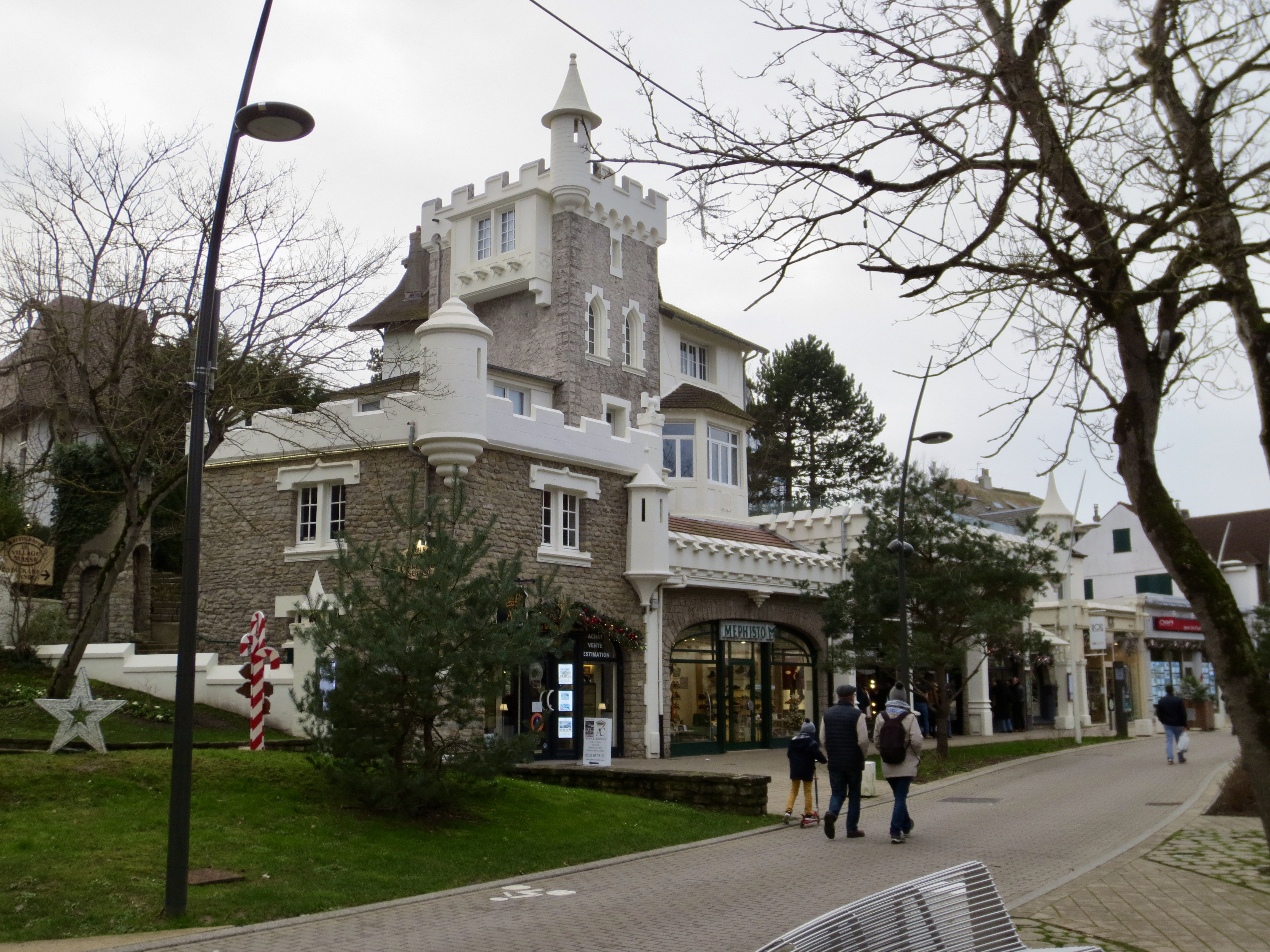
Villa « D'Airain pour résister ».
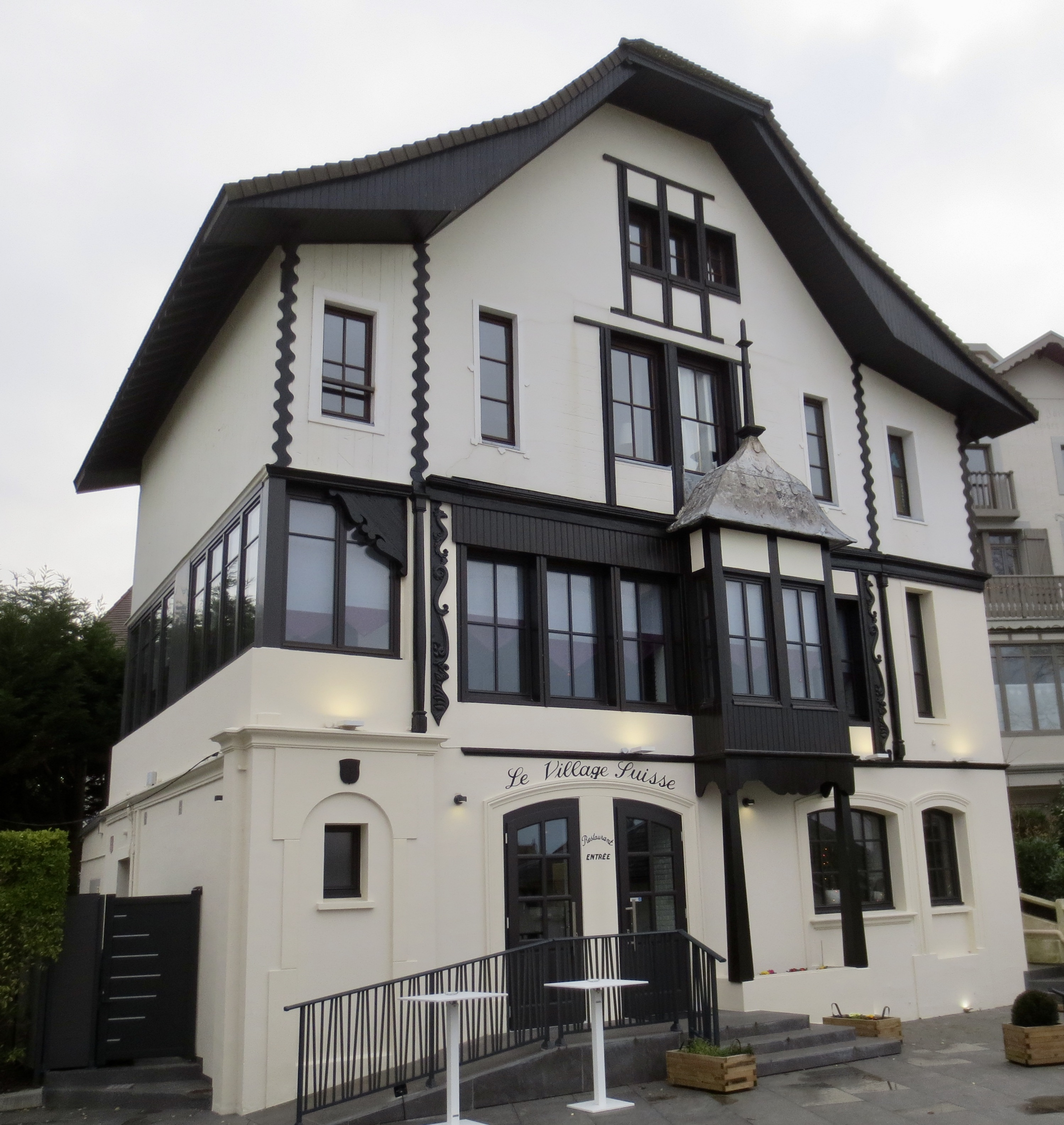
Villa « Dieu les garde ».
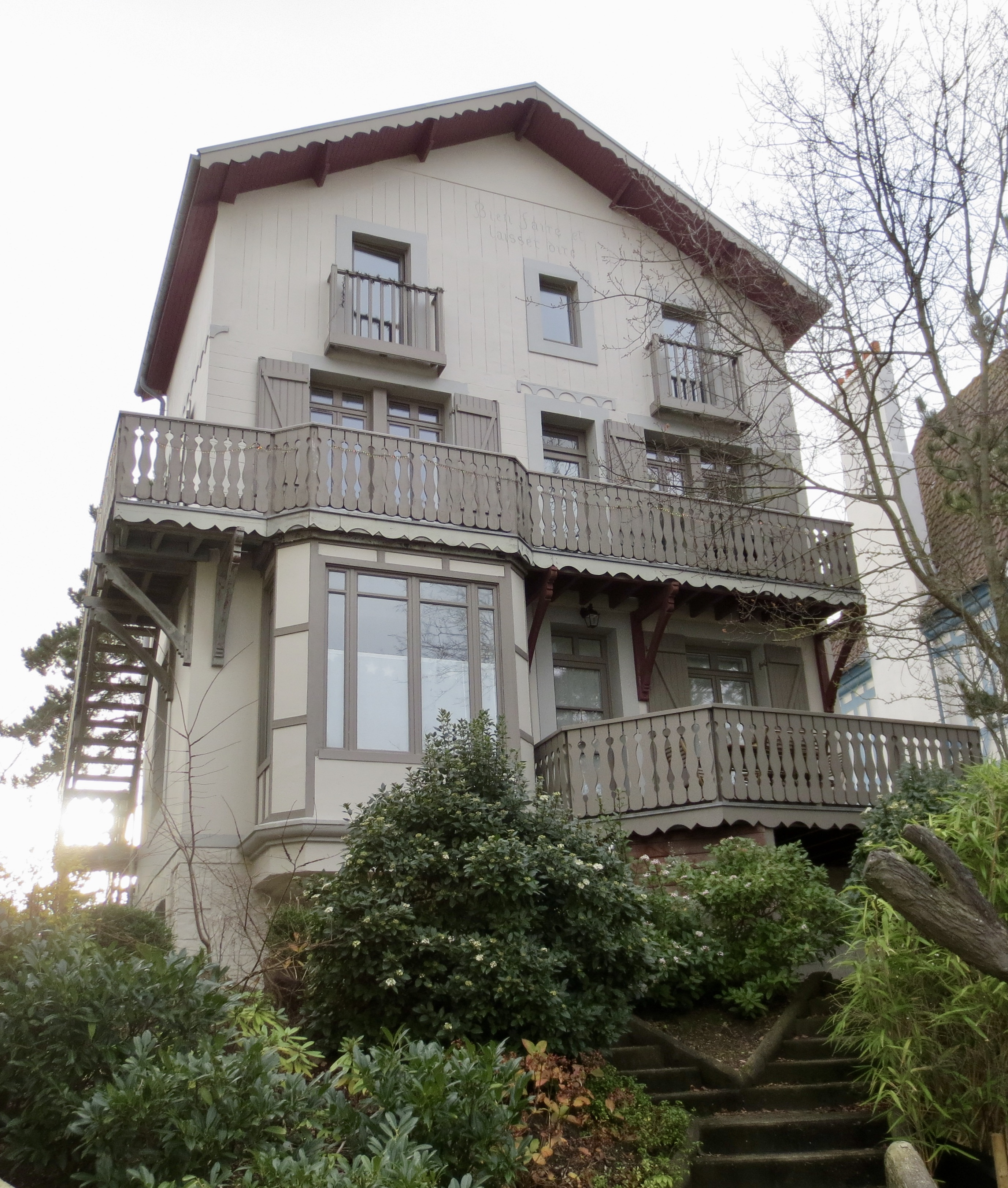
Villa « Bien faire et laisser dire ».

## Pour approfondir